# Acris crepitans
Acris crepitans és una espècie de granota de la família dels hílids autòctona dels Estats Units i del nord-est de Mèxic.

## Subespècies
- Acris crepitans blanchardi (Harper, 1947)
- Acris crepitans crepitans (Baird, 1854)
- Acris crepitans paludicola (Burger, Smith i Smith, 1949)

## Reproducció
L'època de cria transcorreix entre maig i juliol i la maduresa sexual dels capgrossos s'assoleix abans d'un any.

## Alimentació
Menja insectes petits, incloent-hi mosquits.

## Distribució geogràfica
- A. c. blanchardii: des de Michigan i Ohio fins a Texas i Mèxic. També ha estat observada a Minnesota i Colorado.
- A. c. crepitans: des de Nova York fins a Florida i els estats riberencs del Golf de Mèxic fins a Texas.
- A. c. paludicola: des del sud-oest de Louisiana fins a l'est de Texas.